# سكان أفغانستان
الأفغان (الباشتو: افغانان ، بالحروف اللاتينية: أفغان ، داري: افغان ها، بالحروف اللاتينية: أفغانها) أو الأفغان هم مواطنون أو مواطنون في أفغانستان، أو أشخاص من أصل هناك. في الوقت نفسه، يمكن أن يشير مصطلح «أفغاني» إلى شخص ما أو شيء من هذا البلد. تتكون أفغانستان من أعراق مختلفة، أكبرها البشتون والطاجيك والهزارة والأوزبك. دولة ما قبل الأمة، تم استخدام الاسم العرقي التاريخي الأفغاني للإشارة إلى أحد أفراد البشتون، وهي مجموعة عرقية تقيم تقليديًا في منطقة الحدود الأفغانية الباكستانية الحديثة. بسبب الطبيعة السياسية المتغيرة للدولة، مثل الحدود التي رسمتها بريطانيا مع الهند في عام 1893، تحول المصطلح إلى الهوية الوطنية لأفراد من أفغانستان من جميع الأعراق. اللغتان الرئيسيتان اللتان يتحدث بهما الأفغان هما الباشتو والداري (وتسمى أيضًا الفارسية) واللغة الأوزبكية، والعديد منها ثنائي اللغة.